# Cervicati
Cervicati (albanès Çervikati) és un municipi italià, dins de la província de Cosenza. L'any 2006 tenia 955 habitants. És un dels municipis on viu la comunitat arbëreshë. Limita amb els municipis de Cerzeto, Mongrassano i San Marco Argentano.

## Administració
| Període | Identitat          | Partit        |
| ------- | ------------------ | ------------- |
| 2006-   | Massimiliano Barci | Llista cívica |